# Graf Zeppelin (1938)
El Graf Zeppelin va ser un portaavions (Flugzeugträger «A») de la Kriegsmarine, nomenat en honor del Graf (comte) Ferdinand von Zeppelin. Va ser l'únic portaavions alemany durant la Segona Guerra Mundial. La construcció va començar el 16 de novembre de 1935 i la quilla va ser posada el 28 de desembre de 1936 a les drassanes Deutsche Werke de Kiel. Va ser botat el 8 de desembre de 1938, però mai va ser completat ni lloc en servei, i per descomptat mai va entrar en combat.
A la fi de la Primera Guerra Mundial i després de la signatura del Tractat de Versalles (1919), Alemanya no disposava de mitjans per a construir portaavions. No obstant això, el 1933 Wilhelm Hacelar en va dissenyar un amb dotacions per a 50 avions —28 bombarders i 22 caces. La falta de coneixements en aquest terreny va provocar que la construcció sofrís importants retards. D'altra banda, la construcció massiva de submarins va ser un altre dels factors que va frenar la construcció d'aquest vaixell. Uns mesos abans de la fi de la guerra i sencara inacabat, el portaavions va ser enfonsat. La Unió soviètica ho va arribar a reflotar, però va ser enfonsat de nou.

## Planificació i construcció
El 1935, Adolf Hitler va anunciar que Alemanya construiria portaavions per a reforçar la Kriegsmarine. Les quilles de dues van ser posades al següent any. Dos anys més tard, el gran almirall Erich Raeder va presentar un ambiciós programa naval anomenat Pla Z, segons el qual, entre altres vaixells s'havien de construir quatre portaavions de 20 000 t fins a 1945. En 1939 es va revisar el pla, reduint-los a dos.
La marina alemanya havia mantingut una política de no assignar noms als vaixells fins a l'avarada. El primer portaavions alemany, construït com «Flugzeugträger A» («portaavions A»), va ser anomenat «Graf Zeppelin» quan va ser botat el 1938. El segon portaavions va portar únicament el títol de «Flugzeugträger B», ja que mai va ser botat, encara que es van remenar diversos noms, entre d'altres el de «Peter Strasser».
Una comissió alemana va ser enviada al Japó a examinar acuradament el portaavions Akagi.
L'interès d'Hitler pels portaavions era escàs, i després de la caiguda en desgràcia de la Kriegsmarine, la construcció de navilis va alentir molt. A més, el mariscal Hermann Göring, comandant en cap de la Luftwaffe, es negava a admetre cap disminució de la seva autoritat com a cap de la potència aèria alemanya, i va frustrar els plans de Raeder sempre que va poder. Dins del seu propi servei, Raeder va trobar oposició en l'almirall Karl Dönitz.

## 1941-1945

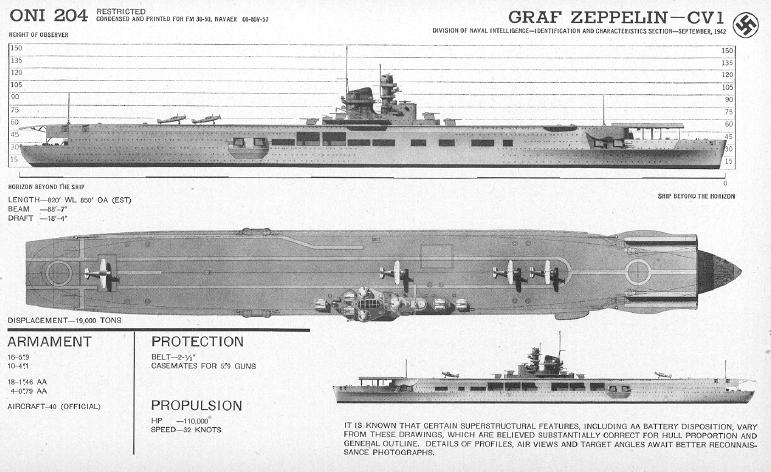
Diagrama d'identificació estatunidenca del Graf Zeppelin, encara que presenta errors en el disseny i armament degut a l'escassa informació disponible llavors

Al maig de 1941, Raeder encara era optimista sobre el projecte i va informar a Hitler que el Graf Zeppelin, que llavors estava construït aproximadament en un 85%, es completaria en al voltant d'un any i que seria necessari un altre any per a la navegació marítima i els assajos en vol. Raeder va continuar pressionant a Hitler per a assegurar que els portaavions es construirien, però les batalles amb Göring es van convertir cada vegada en més amargues. Göring va mostrar el seu menyspreu per la branca naval d'aire informant a Hitler i Raeder, mentre ordenava que les aeronaus per al Graf Zeppelin podrien estar disponibles només cap a finals de 1944. Les tàctiques dilatòries de Göring van funcionar. Els treballs en els portaavions es van fer amb irregularitat des del principi. El Flugzeugträger B es va abandonar en 1940. L'escassetat de treballadors i materials van minar al Graf Zeppelin.
Abans del llançament, l'èmfasi del grup aeri del portaavions en reconeixement va ser similar al concepte contemporani de la Royal Navy. L'ala aèria anava a ser originalment de 20 biplans Fieseler Fi 167 per a exploració i atac amb torpedes, deu caces Messerschmitt Bf 109T i tretze bombarders en picat Junkers Ju 87G. L'èmfasi va canviar a la capacitat ofensiva després d'observar les operacions dels portaavions japonesos contra la Xina en 1937. El baix rendiment dels Fi 167 va motivar el canvi del projecte a 30 Messerschmitt *Bf 109T i dotze bombarders Junkers en picat.
Pressionat per Raeder, Hitler va ordenar a Göring produir avions de línia i, sota aquesta pressió, el mariscal de l'aire ofereix versions redissenyades dels Junkers Ju. 87b Stuka i del Messerschmitt Bf 109E, que en aquest moment s'està eliminant gradualment dels esquadrons de primera línia de la Luftwaffe. Raeder no estava d'allò més feliç, però va haver d'acceptar, o no rebria cap (inclosa la insistència de Göring que el personal de vol hauria de seguir sota el comandament de la Luftwaffe). Tot això va donar lloc a un altre retard en la construcció dels avions: les instal·lacions de la cabina de vol havien de modificar-se.
Més tard, en 1942 els projectes dels avions navals incloïen Me 155 V2 i el Ju 87E (una versió D) navalitzat. Cap dels Ju 87E es van completar.
En 1943, Hitler s'havia desencantat amb la Marina. Raeder va ser rellevat, a petició pròpia, i Dönitz, l'almirall de submarins, va ocupar el màxim lloc naval. Els treballs es van detenir amb el 95% del portaavions complet; tots els armaments van ser desmuntats i traslladats a bateries costaneres de Noruega. El casc va ser utilitzat per a emmagatzemar fusta per a la Kriegsmarine.
Amb la guerra donant els seus últims espertenecs, a l'abril de 1945 i amb el portaavions ancorat en Stettin (en l'actual Polònia), el capità Wolfgang Kähler va donar l'ordre de volar el vaixell per a evitar que caigués en mans soviètiques.

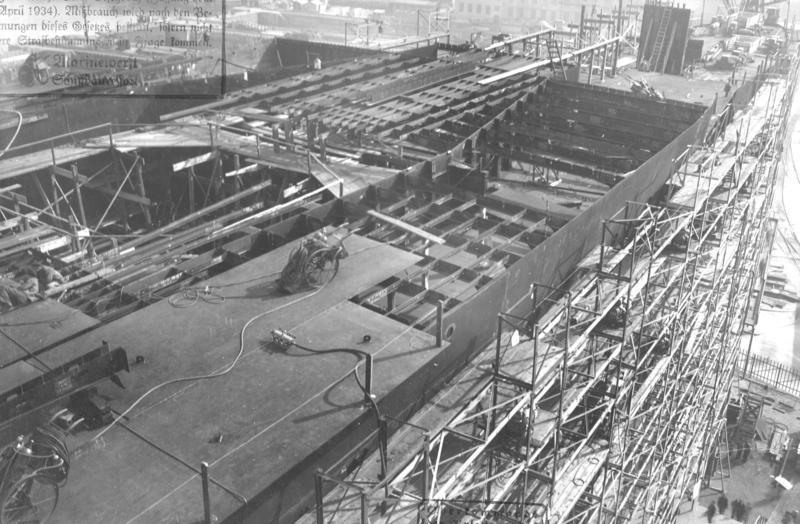
Construcció en Kiel, 1938.

## Destinació després de la guerra
La destinació del portaavions després de la rendició d'Alemanya no va estar clar durant dècades després de la guerra. Segons els termes de l'Aliança de la Comissió Tripartida, un vaixell de "categoria C" (sabotejat o danyat) hauria d'haver estat destruït o enfonsat en les aigües profundes el 15 d'agost de 1946. En canvi, els soviètics van decidir reparar els danys del vaixell i reflotar-lo al març de 1946. L'última foto coneguda de la nau ho mostra deixant Swinemünde el 7 d'abril de 1947 (veure foto). La foto sembla mostrar la coberta de càrrega aèria amb diversos contenidors, caixes i elements de construcció. Per tant, se suposa que probablement es va utilitzar per al transport d'equips saquejats de fàbriques de Polònia i Alemanya a la Unió Soviètica.

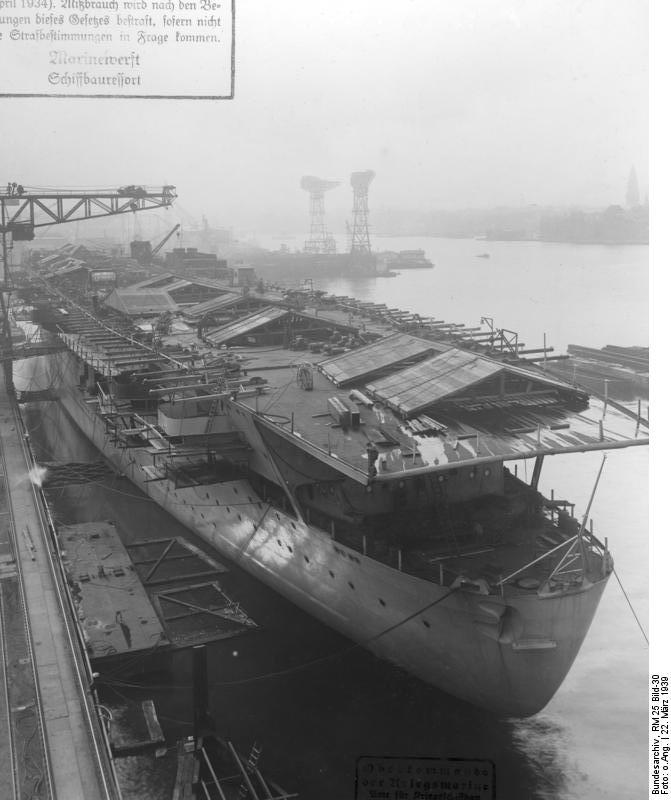
Construcció del portaavions.

Durant molts anys, no es va disposar de cap altra informació sobre la destinació del vaixell. Va haver-hi algunes especulacions que era molt poc probable que el casc arribés a Leningrad, com es va afirmar que els serveis d'intel·ligència occidentals haurien observat l'arribada d'un vaixell gran i inusual. Això sembla implicar que el casc es va perdre en la mar durant la transferència entre Świnoujście i Leningrad. Una font va arribar a la conclusió que va colpejar una mina al nord de Rügen el 15 d'agost de 1947, però Rügen, a l'oest de Swinemünde, no està en la ruta de navegació a Leningrad. Sembla més probable que fora més al nord en el Golf de Finlàndia, molt difícil per les zones minades de l'oest.
Després de l'obertura dels arxius soviètics, es va llançar nova llum sobre el misteri. Encara que alguns creien que el portaavions va ser remolcat a Leningrad després de la guerra, en el seu llibre Without Wings: The Story of Hitler's Aircraft Carrier (‘Sense ales, la història del portaavions d'Hitler’), Burke el discuteix. El que se sap és que el portaavions va ser breument designat com "PO-101" (Base Flotant Número 101) fins que, el 16 d'agost de 1947, va ser utilitzat com un objectiu de la pràctica soviètica de vaixells i aeronaus. Pel que sembla els soviètics van instal·lar bombes aèries en la cabina de vol, en els hangars i fins i tot dins dels hangars (per a simular una càrrega de municions de combat), i després van llançar bombes des d'avions i van disparar obusos i torpedes en la reunió.
 Amb aquest atac van complir tant amb el mandat tripartit (encara que amb retard) i van donar als soviètics experiència per a l'enfonsament de portaavions. En aquest punt, la Guerra Freda estava en marxa, i els soviètics eren molt conscients de la gran quantitat i el centre d'importància dels portaavions en la Marina dels Estats Units, que en el cas d'una veritable guerra entre ambdós serien objectius de gran importància estratègica. Després de ser colpejat per 24 bombes i projectils, el vaixell no es va enfonsar i va haver de ser rematat per dos torpedes. La posició exacta de les restes del naufragi va romandre desconeguda durant dècades.